# 洞口家住宅
洞口家住宅（ほらぐちけじゅうたく）は宮城県名取市大曲字中小路にある江戸時代建立の民家。国の重要文化財に指定されている。

## 概要
建立の時期は、宝暦年間の祈祷札の存在や、旧仙台藩領内の他の民家との比較により、 宝暦年間（1751年から1763年）と考えられている。仙南平野（狭義の仙台平野）の中央部に位置する名取平野の水田地帯に立地し、敷地約1500坪の周囲は堀と居久根（いぐね、防風林）で囲まれている。洞口家の由緒は不明だが、「たてやしき」または「たての家」とも呼ばれる。
主屋は木造平屋建、寄棟造、茅葺で、柱を石場建てとする。柱も梁も自然な木材の曲がりを利用し、釘を使わずに組まれている。主屋の規模は桁行（間口）25メートル、梁間（奥行）11メートルで、南を正面とし、東側を土間、西側を床上部とする。土間と床上部の間には間仕切りがない。間取りは漢字の「田」の字のような整形四間取り系で、下手は正面側から「デイ」「ナンド」「コナンド」の3室、上手は「ナカマ」「チャノマ」とする。整形四間取りの古民家は関西や九州地方に多く、宮城県内では唯一名取平野でのみ見られるため、名取型とも呼ばれている。この様式では旧仙台領内最大規模の古民家である。建物内部は建立後にかなり改変されたが、土間には計6本の独立柱が立ち、作業に使った味噌樽や木臼が置かれるなど、この地域における当時の大型農家の様式をよく残している。
主屋の前には明治21年（1888年）建築の長屋門と馬屋がある。主屋の裏手（北）には味噌蔵、座敷蔵、屋敷神の住内明神（じないみょうじん）などが建ち、長屋門の南方、道路を隔てた敷地には米蔵が建つ。
なお、名取市は2011年3月の東北地方太平洋沖地震後の津波により閖上地区などが壊滅的な被害を受けた。仙台東部道路の西側にある本住宅周辺には、津波は到達しなかったものの主屋や蔵の土壁が崩れ、柱が損傷するなどの被害を受けている。

## 利用
2019年現在、住宅を所有する洞口家は古民家としての有効活用を進めており、米蔵は東北工業大学の協力を得て作品展示のギャラリーに、みそ蔵はカフェになっている。主屋では、毎週土曜に産直市が開かれている。

## 文化財指定
以下の建物および土地が「洞口家住宅」として国の重要文化財に指定されている。
- 主屋
- 土地 8153.63平方メートル 宅地、畑、山林、用悪水路（住内明神および塚を含む）

（以下は附（つけたり）指定）
- 表門（長屋門）
- 馬屋
- 米蔵
- 味噌蔵
- 座敷蔵
- 祈祷札

主屋は1971年12月28日に国の重要文化財に指定。1985年5月18日付けで建物とともに土地4152.06平方メートルも重要文化財に指定されており、長屋門、馬屋、祈祷札が附（つけたり）指定となっている。さらに2012年7月9日付けで土地と建物（米蔵、味噌蔵、座敷蔵）が追加指定されている。この時追加指定された土地は、表門から道路を隔てて南側の敷地（米蔵が建つ）と、屋敷地北側の「いぐね」（防風林）の未指定部分であり、土地指定の面積は計8153.63平方メートルとなった。

## アクセス
- JR名取駅よりなとりん号閖上（ゆりあげ）線「多賀神社前」バス停下車徒歩約5分、または、美田園下余田線「内海」バス停下車徒歩約10分。
- 仙台空港アクセス線美田園駅から徒歩約25分。
- 仙台空港からタクシーで約15分。